# Злато от Толоза
Златото от Толоза (на латински: aurum Tolosanum) е келтско златно съкровище.
Златото на Делфийския оракул е отвлечено от келтско племе от Толоза (днешна Тулуза) по време на Нашествието на келтите на Балканите (279 пр.н.е.). То е стояло до 106 пр.н.е. в келтско светилище на Аполон, докато римляните, след въстание, отново завладяват мястото и го открадват.
Римският консул Квинт Сервилий Цепион го открива и го изпраща в Масалия (днес Марсилия), където то не пристига, понеже той го присвоява. След завръщането му той е осъден за тази кражба и е пратен в изгнание.
Изразът aurum Tolosanum става за римляните синоним за „носещ нещастие предмет“.